# Mejdi Schalck
Mejdi Schalck (* 7. Mai 2004 in Montreuil) ist ein französischer Sportkletterer.

## Karriere
Seit 2019 ist Schalck Teil des französischen Nationalteams. Bei den Jugendeuropameisterschaften 2020 in Augsburg wurde er Erster im Schwierigkeitsklettern (Lead). 2021 gewann er bei den Jugendeuropameisterschaften in Perm jeweils in den Disziplinen Lead und Bouldern.
Beim Kletterweltcup tritt Schalck seit 2020 an. Er belegte beim Boulderweltcup in Salt Lake City im Mai 2021 erstmals einen Podestplatz, er wurde Zweiter. Seine erste komplette Saison schloss er 2021 als Fünfter der Gesamtwertung im Bouldern ab.
Im Mai 2022 gewann er seinen ersten Weltcup, ebenfalls in Salt Lake City im Bouldern. Bei den World Games 2022 in Birmingham wurde er im Lead Dritter.
Im August 2023 wurde er an der WM in Bern Vizeweltmeister im Bouldern, hinter seinem Team-Kollegen Mickaël Mawem.
Schalck klettert auch am Fels in hohen Schwierigkeitsgraden. Zu seinen größten Erfolgen gehören die Routen Shortcut 9a (2020) und Bio Sharma Graphie 9a (2023) sowie die Boulder Off the Wagon 8B+ (2022) und The big Island (2024).

## Erfolge (Auswahl)

### Wettkampfklettern
- Gold an den Jugendeuropameisterschaften in der Disziplin Lead (2020, 2021) und Bouldern (2021)[1]
- Fünfter Platz im Gesamtweltcup (2021, 2022)[1]
- Bronze im Lead bei den World Games in Birmingham (2022)[3]
- Drei Weltcupsiege im Bouldern (Salt Lake City 2022, Hachiōji 2023, Seoul 2023)[2][8]
- Silber an der Weltmeisterschaft 2023 im Bouldern

### Felsklettern

#### Lead

##### 9a (5.14d)
- Dreamcatcher – Squamish, Kanada – August 2024[9]
- Bio Sharma Graphie – Rocher de Beverau, Frankreich – September 2023[10]
- Shortcut – La Balme de Yenne, Frankreich – August 2020[5]

##### 8c+ (5.14c)
- Mouss auto – St. Didier, Frankreich – Oktober 2021[11]
- Millésime – Virginie, Frankreich – Oktober 2020[11]
- La proue débridée – Roche de rame, Frankreich – Februar 2020[11]

##### 8b (5.13d)
- La Voie lactée – onsight – La Balle de Yenne, Frankreich – September 2020[11]

#### Boulder

##### 8C (V15)
- The big island – Fontainebleau, Frankreich – November 2024

##### 8B+ (V14)
- Off the Wagon – Val Bavona, Schweiz – November 2022[6]
- Mecanique Elementare – Fontainebleau, Frankreich – Juli 2021[12]

##### 8B (V13)
- Euro Roof Low Low – Little Cottonwood, USA – Juni 2022[12]
- Hérésie – Chamonix, Frankreich – Juni 2021[12]

#### DWS
- Es Pontàs (9a+) – Mallorca, Spanien – 23. Oktober 2024